# محمد الخروبي القلعي
محمد الخروبي القلعي سياسي جزائري من مواليد عام 1780 م بالقلعة ولاية غليزان

## نضاله السياسي
من كتاب وولاة الأمير عبد القادر الجزازي أثناء ثورته على الاستعمار الفرنسي. ولي أولا على مقاطعة مجانة، ثم عين بعدها للكتابة، ثم واليا على سطيف. وقع في أسر الفرنسيين، وأطلقوه، فهاجر إلى المشرق واستقر في دمشق. قال البيطار:
| محمد الخروبي القلعي | فاشتغل بالعلم والإفادة، وانتفع به كثير من الناس. وكان لطيفا حسن المعاشرة، طلق اللسان على المروءة، واسع الهمة، حفاظا كثير المحاضرة، جسورا لا يهاب من شيء | محمد الخروبي القلعي |

## وفاته
مات بدمشق سنة 1862م ودفن في مقبرة الدحداح